# فلاديمير بتروف
فلاديمير بتروف (بالروسية: Петров, Владимир Михайлович)‏ (و. 1896 – 1966 م) هو مخرج أفلام، وكاتب سيناريو، وممثل، من الإمبراطورية الروسية، ولد في سانت بطرسبرغ، توفي في موسكو، عن عمر يناهز 70 عاماً.

## التعليم
تعلم في جامعة سانت بطرسبورغ الحكومية.

## جوائز
حصل على جوائز منها:
- جائزة الاتحاد السوفييتي الحكومية، عن عمل: The Battle of Stalingrad (film) [الإنجليزية]‏ (1950)
- فنان الشعب في الاتحاد السوفيتي (1950)
- جائزة الاتحاد السوفييتي الحكومية (1946)
- وسام الراية الحمراء من حزب العمال (1944)
- جائزة الاتحاد السوفييتي الحكومية، عن عمل: Peter the Great (1937 film) [الإنجليزية]‏ (1941)
- وسام لينين (1938)
- جائزة الاتحاد السوفييتي الحكومية
- وسام العمل الشجاع في الحرب الوطنية العظمى 1941-1945.

## وصلات خارجية
- فلاديمير بتروف على موقع IMDb (الإنجليزية)
- فلاديمير بتروف على موقع أول موفي (الإنجليزية)
- فلاديمير بتروف على موقع قاعدة بيانات الأفلام السويدية (السويدية)
- فلاديمير بتروف على موقع قاعدة بيانات الفيلم (الإنجليزية)
- فلاديمير بتروف على موقع كينوبويسك (الروسية)